# Нікольське (Гагинський район)
Нікольське (рос. Никольское) — село в Гагинському районі Нижньогородської області Російської Федерації.
Населення становить 156 осіб. Входить до складу муніципального утворення Юр'євська сільрада.

## Історія
Від 2009 року входить до складу муніципального утворення Юр'євська сільрада.

## Населення
| 2002 | 2010 |
| ---- | ---- |
| 195  | ↘156 |